# Arquidiócesis de San Pedro Sula
La arquidiócesis de San Pedro Sula (en latín: Archidioecesis Sancto Petro Sula) es una circunscripción eclesiástica de la Iglesia católica en Honduras. Se trata de una arquidiócesis latina, sede metropolitana de la provincia eclesiástica "Nuestra Señora Reina de los Apóstoles" San Pedro Sula. Desde el 26 de enero de 2023 su arzobispo es Michael Lenihan, de la Orden de Frailes Menores.

## Territorio y organización
La arquidiócesis tiene 3923 km² y extiende su jurisdicción sobre los fieles católicos de rito latino residentes en el departamento de Cortés.
La sede de la arquidiócesis se encuentra en la ciudad de San Pedro Sula, en donde se halla la Catedral de San Pedro Apóstol.
La arquidiócesis tiene como sufragáneas a las diócesis de: La Ceiba, Gracias, Santa Rosa de Copán, Trujillo en Honduras y Yoro.
En 2023 en la arquidiócesis existían 36 parroquias agrupadas en 4 zonas pastorales: Pablo VI, San Pablo, Subirana y Medalla Milagrosa.

## Historia
El vicariato apostólico de San Pedro Sula fue erigido el 2 de febrero de 1916 en virtud de la bula Quae rei sacrae del papa Benedicto XV, obteniendo el territorio de la diócesis de Comayagua, que a su vez fue elevada al rango de sede metropolitana con el nombre de arquidiócesis de Tegucigalpa, de la cual fue su sufragánea.
El 6 de julio de 1963, el vicariato apostólico fue elevado a diócesis con la bula Sedis Apostolicae del papa Pablo VI.
En marzo de 1983 recibió la visita pastoral del papa Juan Pablo II.
El 3 de julio de 1987 cedió una parte de su territorio para la erección de la diócesis de Trujillo en Honduras mediante la bula Pro Supremi del papa Juan Pablo II.
El 30 de diciembre de 2011 cedió otra parte de su territorio para la erección la diócesis de La Ceiba mediante la bula Cum ad provehendam del papa Benedicto XVI.
El 26 de enero de 2023 el papa Francisco, con la bula Qui apostolicis virtutibus elevó la diócesis al rango de arquidiócesis metropolitana, teniendo como sufragáneas a las diócesis de La Ceiba, Gracias, Santa Rosa de Copán, Trujillo y Yoro.

## Estadísticas
Según el Anuario Pontificio 2024 la diócesis tenía a fines de 2023 un total de 1 058 981 fieles bautizados.
| Año                                                                             | Población            | Población | Población      | Sacerdotes | Sacerdotes    | Sacerdotes    | Bautizados por sacerdote | Diáconos permanentes | Religiosos | Religiosos | Parroquias |
| Año                                                                             | Bautizados católicos | Total     | % de católicos | Total      | Clero secular | Clero regular | Bautizados por sacerdote | Diáconos permanentes | Varones    | Mujeres    | Parroquias |
| ------------------------------------------------------------------------------- | -------------------- | --------- | -------------- | ---------- | ------------- | ------------- | ------------------------ | -------------------- | ---------- | ---------- | ---------- |
| 1950                                                                            | 183 000              | 260 114   | 70.4           | 18         |               | 18            | 10 166                   |                      | 19         | 19         | 5          |
| 1966                                                                            | 341 920              | 370 103   | 92.4           | 33         | 2             | 31            | 10 361                   |                      | 41         | 56         | 16         |
| 1968                                                                            | 382 479              | 408 038   | 93.7           | 42         | 4             | 38            | 9106                     |                      | 46         | 66         | 17         |
| 1976                                                                            | 569 574              | 654 682   | 87.0           | 43         | 5             | 38            | 13 245                   |                      | 47         | 61         | 18         |
| 1980                                                                            | 687 265              | 738 997   | 93.0           | 47         | 6             | 41            | 14 622                   | 1                    | 51         | 74         | 22         |
| 1990                                                                            | 849 355              | 933 356   | 91.0           | 45         | 11            | 34            | 18 874                   |                      | 53         | 49         | 16         |
| 1999                                                                            | 1 290 000            | 1 304 180 | 98.9           | 63         | 25            | 38            | 20 476                   |                      | 47         | 94         | 18         |
| 2000                                                                            | 968 575              | 1 383 679 | 70.0           | 66         | 22            | 44            | 14 675                   |                      | 49         | 120        | 19         |
| 2001                                                                            | 1 000                | 1 500 000 | 66.7           | 88         | 28            | 60            | 11 363                   |                      | 68         | 116        | 18         |
| 2002                                                                            | 1 000                | 1 500 000 | 66.7           | 68         | 23            | 45            | 14 705                   |                      | 52         | 122        | 22         |
| 2003                                                                            | 1 000                | 1 500 000 | 66.7           | 68         | 23            | 45            | 14 705                   |                      | 54         | 142        | 21         |
| 2004                                                                            | 1 000                | 1 500 000 | 66.7           | 69         | 25            | 44            | 14 492                   |                      | 53         | 151        | 23         |
| 2011                                                                            | 1 298 800            | 2 118 000 | 61.3           | 64         | 23            | 41            | 20 293                   |                      | 11         | 193        | 43         |
| 2011                                                                            | 900 000              | 1 570 291 | 57.3           | 43         | 17            | 26            | 20 930                   |                      | 7          | 155        | 32         |
| 2014                                                                            | 930 400              | 1 610 458 | 57.8           | 70         | 37            | 33            | 13 291                   |                      | 40         | 150        | 33         |
| 2017                                                                            | 1 030 094            | 1 800 094 | 57.2           | 93         | 52            | 41            | 11 076                   |                      | 48         | 150        | 35         |
| 2020                                                                            | 1 064 000            | 1 861 000 | 57.2           | 81         | 50            | 31            | 13 135                   |                      | 38         | 149        | 36         |
| 2022                                                                            | 1 097 970            | 1 920 470 | 57.2           | 77         | 46            | 31            | 14 259                   |                      | 40         | 133        | 36         |
| 2023                                                                            | 1 058 981            | 1 852 772 | 57.2           | 76         | 48            | 28            | 13 933                   |                      | 37         | 124        | 36         |
| Fuente: Catholic-Hierarchy, que a su vez toma los datos del Anuario Pontificio. |                      |           |                |            |               |               |                          |                      |            |            |            |

## Episcopologio
- Sede vacante (1916-1924)

- Juan Sastre y Riutort, C.M. † (15 de abril de 1924-23 de marzo de 1949 falleció)
  - Sede vacante (1949-1953)
- Antonio Capdevilla Ferrando, C.M. † (24 de marzo de 1953-12 de agosto de 1962 falleció)
- José García Villas, C.M. † (6 de julio de 1963-10 de agosto de 1965 falleció)
- Jaime Brufau Maciá, C.M. † (15 de marzo de 1966-15 de septiembre de 1993 renunció)
- Ángel Garachana Pérez, C.M.F. (11 de noviembre de 1994-26 de enero de 2023 retirado)
- Michael Lenihan, O.F.M., desde el 26 de enero de 2023